# 浄土渉
浄土 渉（じょうど わたる、1972年 - ）は、日本の経済学者。博士（経済学）（大阪大学）。東京経済大学経済学部教授。

## 略歴
1996年北海学園大学経済学部経済学科卒業。2001年大阪大学大学院経済学研究科経済理論専攻博士課程修了（指導教授:小野善康）。2001年日本学術振興会特別研究員（PD)。2003年帝塚山大学経済学部専任講師に就任。2005年帝塚山大学経済学部助教授。2007年帝塚山大学経済学部准教授を経て、2011年より帝塚山大学経済学部教授。2016年より東京経済大学経済学部教授。

## 研究
マクロ経済学及び国際マクロ経済学が専門。特に国際間の企業移動がそれぞれの国のマクロ経済に与える影響について研究

## 主な論文
- 『競争促進政策と有効需要』（日本経済研究 No.40、2000年）
- 『R&D投資と有効需要』（経済研究 50巻1号、2002年）
- 『International relocation, the real exchange rate and welfare』(Journal of Economic Dynamics and Control、Vol. 29、Issue 8、2005年）
- 『Is openness good for stagnation?』(Journal of Economic Integration、Vol. 23、Issue 1、2008年）
- 『International relocation, the real exchange rate and effective demand』(Japan and the World Economy、Vol. 21、Issue 1、2009年）
- 「消費の習慣形成」小野善康ほか編『不況の経済理論』（岩波書店、2012年）
- 『Does monetary expansion improve welfare under habit formation?』(Economics Bulletin、Vol. 33、Issue 3、2013年）
- 『Corporate tax reductions, cross-border ownership and welfare』(Japanese Economic Review、Vol. 64、Issue 4、2013年）
- 『Monetary policy, foreign welfare and international firm mobility』(International Journal of Economic Theory、Vol. 11、Issue 3、2015年）